# Kojátky
Kojátky (původní název Kojatka, Kojetice) jsou obec ležící 3 km na severovýchod od města Bučovice. Patří do správního obvodu Bučovice a leží v okresu Vyškov v Jihomoravském kraji. Roku 1942 byla obec administrativně spojena se sousední osadou Šardičky, která je dosud její částí. Historická obecní pečeť (symbol srpu a radlice), jejíž originální pečetidlo je uloženo na obecním úřadu, pochází nejpozději z roku 1749, pořízené zřejmě v souvislosti s Tereziánským katastrem. Použití pečeti je doloženo v listině datované 15. září 1749, potvrzující soupis usedlostí a nájemců zahrnutých v katastru Kojátky. Na území obce leží zaniklá osada Kaštanov, patrně v lokalitě místní kapličky. V roce 1986 došlo k administrativnímu spojení s Bučovicemi. Od roku 1992 jsou Kojátky opět samostatnou obcí. Žije zde 372 obyvatel.
Kojátky leží v nadmořské výšce 249 m n. m. v předhůří Ždánického lesa, pod pahorky Reblovna a Výrová (297 a 305 m n. m.). Protéká jimi Kojátecký potok ústící do potoka Žlebového, jenž ústí do řeky Litavy. Na jihovýchodě od obce leží celoevropsky významná chráněná lokalita Černecký a Milonický hájek.
V obci stojí zbytky kojáteckého zámku, který byl původně tvrzí ze 16. století, na návsi je postavena kaplička a v části Kaštanov je socha Jana Nepomuckého. Kojátkami prochází modrá turistická značka, která vede z Bučovic přes Orlovickou vrchovinu, což je součást Litenčické pahorkatiny, až do Vyškova.

## Dějiny

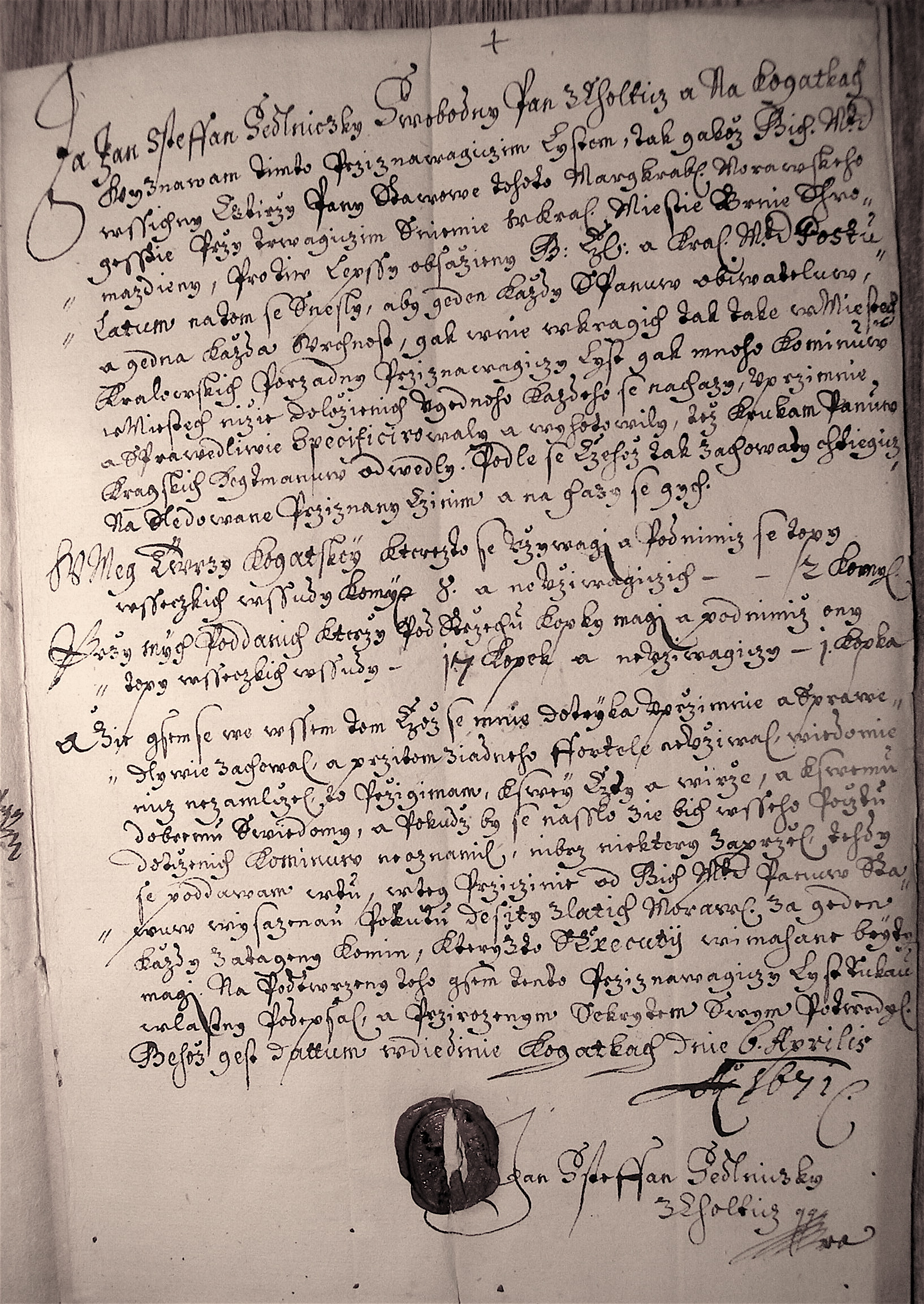
Vyjádření vlastníka panství z 6. dubna 1671 ke stížnosti na jeho útlak poddaných v Kojátkách

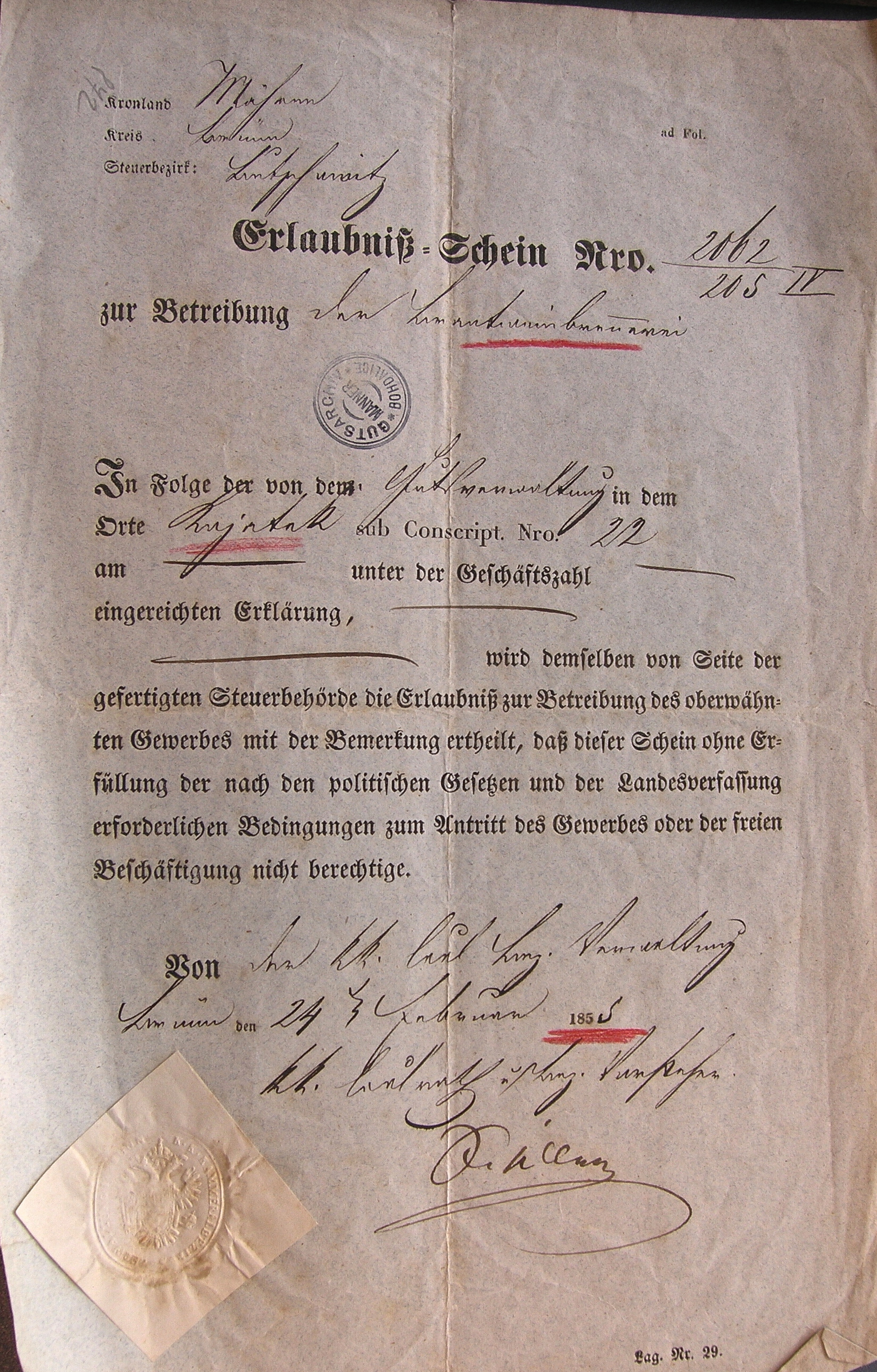
Koncese na provoz pivnice a vinárny v Kojátkách dům č. 22 z 24. 2. 1856

Obec se od pravěku nachází v osídlené zemědělské oblasti na severních svazích údolí řeky Litavy a jejích pravostranných přítoků s částmi chráněné krajinné oblasti Černecký a Milonický hájek. První písemná zmínka o obci pochází z roku 1358. Vlastnictví obce a panství je od konce 14. století zaznamenáno v Moravských zemských deskách. Dekády kolem poloviny 17. století, tedy třicetiletá válka, střet Švédů s Republikou obou národů 1655–1660, válečná účast Sedmihradského vévodství v Polsku i tažení osmanských Turků východní Evropou roku 1672, přinesly celkový hospodářský úpadek severní a východní části Evropy. Vliv válek na hospodářství a stav populace na Moravě pak byl zvláště ničivý. Zhruba v poslední třetině 17. století se hospodářské poměry na Moravě postupně zlepšovaly. Povětšinou zpustlé oblasti se postupně osídlovaly novými osadníky a stabilizovali se vlastníci panství. Od roku 1644 vlastnili obec a panství Kojátky příslušníci rodu Sedlnických z Choltic. První souvislejší přiznávací list vrchnosti (neboli první lánová visitace) je pro Kojátky datován 20. ledna 1668 a pečetěn Janem Štefanem Sedlnickým (jeho manželkou byla Ludmila Rosalie Klykočovská). V soupisu je 14 usedlostí a celková rozloha polností 246 měřic, při revizi 16. května 1673 je to již 17 usedlostí. V Tereziánském katastru z 15. září 1749 to bylo již 20 usedlostí a 640 měřic obdělávaných pozemků.
Po smrti Jana Štefana Sedlnického na jaře 1693 jeho synové Antonín František a Vilém Hynek 25. listopadu 1693 panství prodali rytíři Bernardu Bravanskému z Chobřan (1666–1722). Jeho dcera Johana, aby mohla vyplatit matce dlužných 8000 zl., odprodala statek za 46 300 zl. svému manželovi Janu Rudolfu Říkovskému. Ten posléze v roce 1714 přikoupil vesnici Šardičky za 18000 zl. Jan R. Říkovský se dožil požehnaného věku 90 let a zemřel v Kojátkách 22. června 1748. Správy panství se ujala opět jeho manželka Johana rozená Bravantská. Ta ještě 15. září 1749 podepsala soupis Tereziánského katastru, ale v té době byla již zřejmě nemocná, nezvládala hospodaření panství, a to zbankrotovalo. Paní Johana podlehla tuberkulóze 27. května 1753 v Kojátkách ve věku 53 let. Panství koupil v dražbě v roce 1754 Karel Josef baron Polzer za částku 48650 zl. Z průvodních záznamů při revizi Tereziánského katastru 19. dubna 1755 vyplynulo, že nájemci pozemků v Šardičkách měli oproti sousedům v Kojátkách mírnější robotní povinnosti a nižší daně. To hodlal nový majitel Karel Josef Polzer upravit v neprospěch Šardičanů. Vzniklým sporem s hrozbou vzpoury se zabývala komise Brněnského kraje, která provedla na místě šetření a sepsala o tom zápis z 21. dubna 1755, ve kterém je také uložena výpověď dvou zástupců ze Šardiček, včetně jejich vlastnoručních podpisů. Rebelie byla zažehnána.

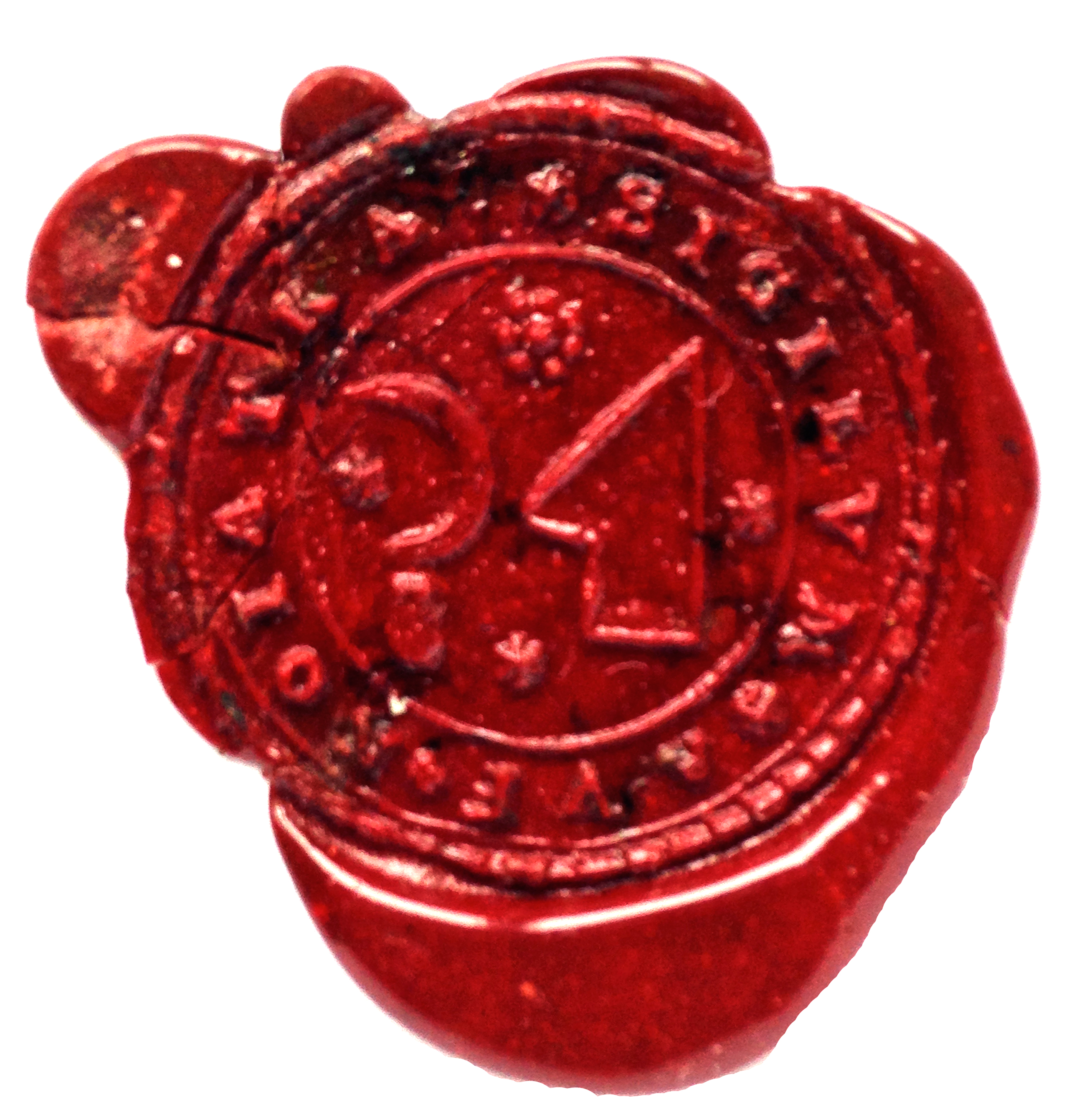
Originální pečeť (skutečná velikost ⌀=2,5 cm), doložená na listině Tereziánského katastru z 15.9.1749; podepsaná purkmistrem - Martin Pospíšil; původní pečetidlo je uloženo na obecním úřadu

 Když Karel Josef Polzer v roce 1779 zemřel, nemaje dětí, fideikomisního panství se ujal jeho příbuzný Arnošt svobodný pán Locella a poté Locellův syn Karel. V tomto období se realizoval zákup rolnických usedlostí poddaným do dědičné držby za ceny odstupňované podle stávajících rozloh obhospodařovaných polností (např. půllán za 50 zl. chalupa za 20 zl.). Podmínkou zápisu držby bylo zaplacení smluvní ceny do 6 let. Ze zápisů o splátkách je patrné, že dluhy byly vesměs splátkami do roku 1787 uhrazeny. Ke dni 6. června 1803 je zapsána změna vlastnictví panství, které za 95000 zl. koupila Terezie kněžna z Arensberka rozená Windischgrätzová. Ta hospodářství vedla až do 4. května 1832, kdy je od ní odkoupil rytmistr Jan z Mannerů. Nový majitel v roce 1834 přestavěl zámeček na jednoduchou jednopatrovou budovu s kaplí, v níž se nacházel obraz Matky Boží Čenstochovské (obraz byl později darován Městskému muzeu Bučovice). Správa velkostatku byla převedena do Bohdalic a v Kojátkách zůstala jen pověřená hospodářská správa. V držbě rodu Mannerů zůstalo panství až do roku 1908. Poslední majitel říšský rytmistr Arnošt Manner nechal jedno křídlo s kaplí v zámečku přestavět na sýpku a ubytovnu čeledínů.
V roce 1810 byla v Kojátkách a společně i pro Šardičky založena obecná škola, od roku 1874 pak působila jako dvojtřídní. Stavební rozšíření bylo provedeno nákladem Arnošta rytíře Mannera. Škola působila asi do roku 1942. Po jejím zrušení bylo školství soustředěno v Bučovicích.
| Počet žáků v obecní škole Kojátky                                       | Počet žáků v obecní škole Kojátky | Počet žáků v obecní škole Kojátky | Počet žáků v obecní škole Kojátky | Počet žáků v obecní škole Kojátky | Počet žáků v obecní škole Kojátky | Počet žáků v obecní škole Kojátky | Počet žáků v obecní škole Kojátky | Počet žáků v obecní škole Kojátky | Počet žáků v obecní škole Kojátky | Počet žáků v obecní škole Kojátky | Počet žáků v obecní škole Kojátky | Počet žáků v obecní škole Kojátky | Počet žáků v obecní škole Kojátky | Počet žáků v obecní škole Kojátky |
| Školní rok                                                              | 1876/77                           | 1886/87                           | 1895/96                           | 1896/97                           | 1906/7                            | 1916/17                           | 1926/27                           | 1930/31                           |                                   |                                   |                                   |                                   |                                   |                                   |
| ----------------------------------------------------------------------- | --------------------------------- | --------------------------------- | --------------------------------- | --------------------------------- | --------------------------------- | --------------------------------- | --------------------------------- | --------------------------------- | --------------------------------- | --------------------------------- | --------------------------------- | --------------------------------- | --------------------------------- | --------------------------------- |
| Počet žáků                                                              | 85                                | 131                               | 120                               | 102                               | 118                               | 145                               | 81                                | 88                                |                                   |                                   |                                   |                                   |                                   |                                   |
| Bývalý statek Kojátky-Šardičky, Vlastivěda moravská II. místopis Moravy |                                   |                                   |                                   |                                   |                                   |                                   |                                   |                                   |                                   |                                   |                                   |                                   |                                   |                                   |

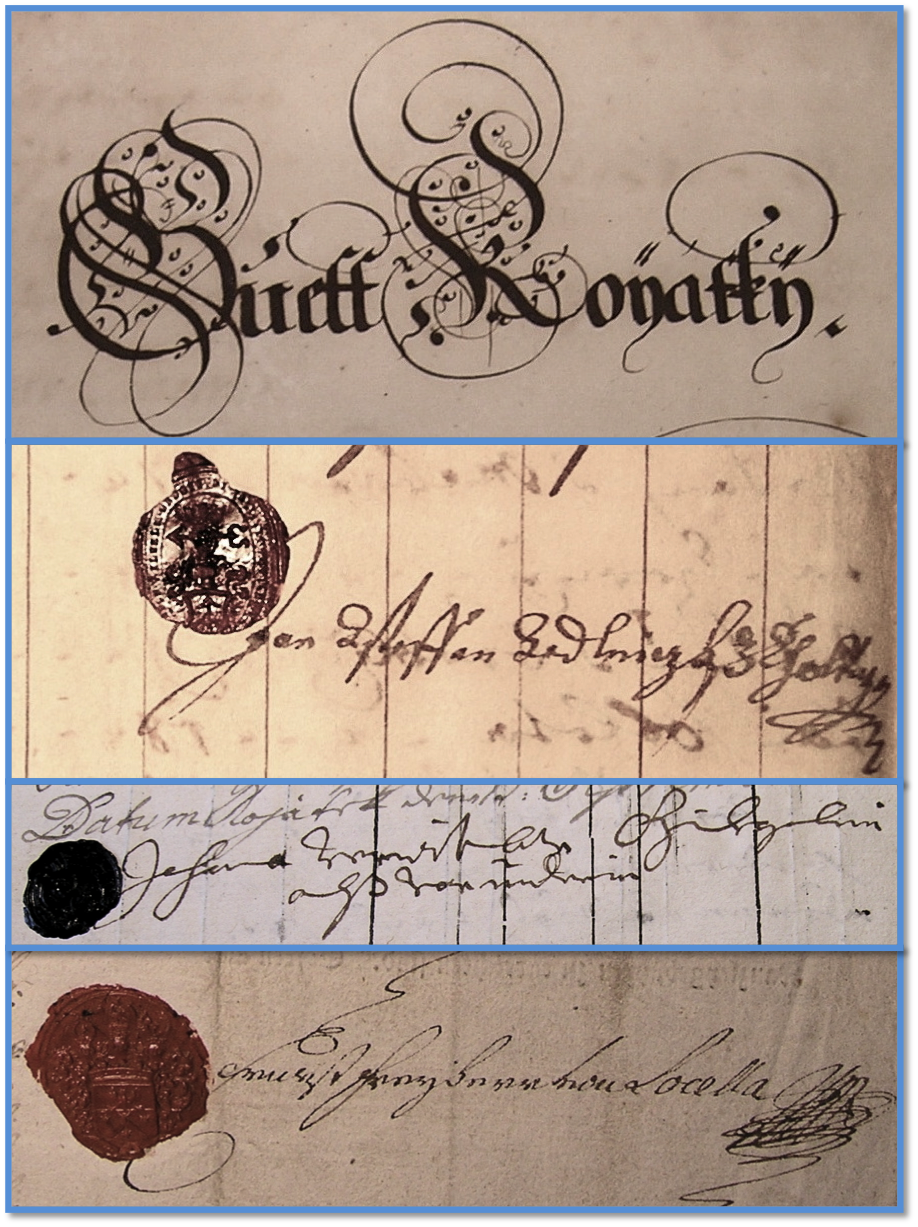
Sign.:Jan Stephan Sedlinický 1668, Johana Říkovská 15. 9. 1749, Arnošt sv.pán Locella 15. 6. 1782

Při první pozemkové reformě nové Československé republiky v roce 1921 byl statek zestátněn. V soupisu pozemkové reformy měl alodiální statek Kojátky–Šardičky zapsáno celkem 241 ha polností. Státní pozemkový úřad v roce 1922 přidělil části velkostatku 38 občanům Kojátek a Šardiček na rozšíření zahrad a stavební místa. Další dělení statku proběhlo v roce 1924 včetně převodu majetku na obec. Jako poslední majitel zámečku v Kojátkách je uváděna rodina Rýmerů. V roce 1930 statek zanikl.

## Slavní rodáci
- František Götz (1894–1974), literární historik a dramatik
- František Luska (1888[14][15] – 1942) dětský lékař[16][17]

## Geografie

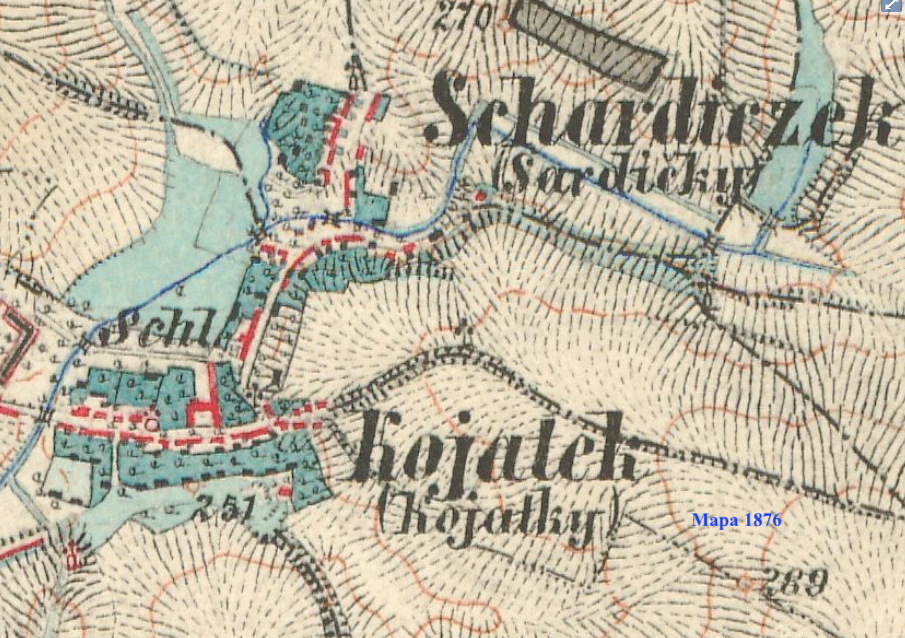
Kojátky a Šardičky s rybníky; 1876 mapa

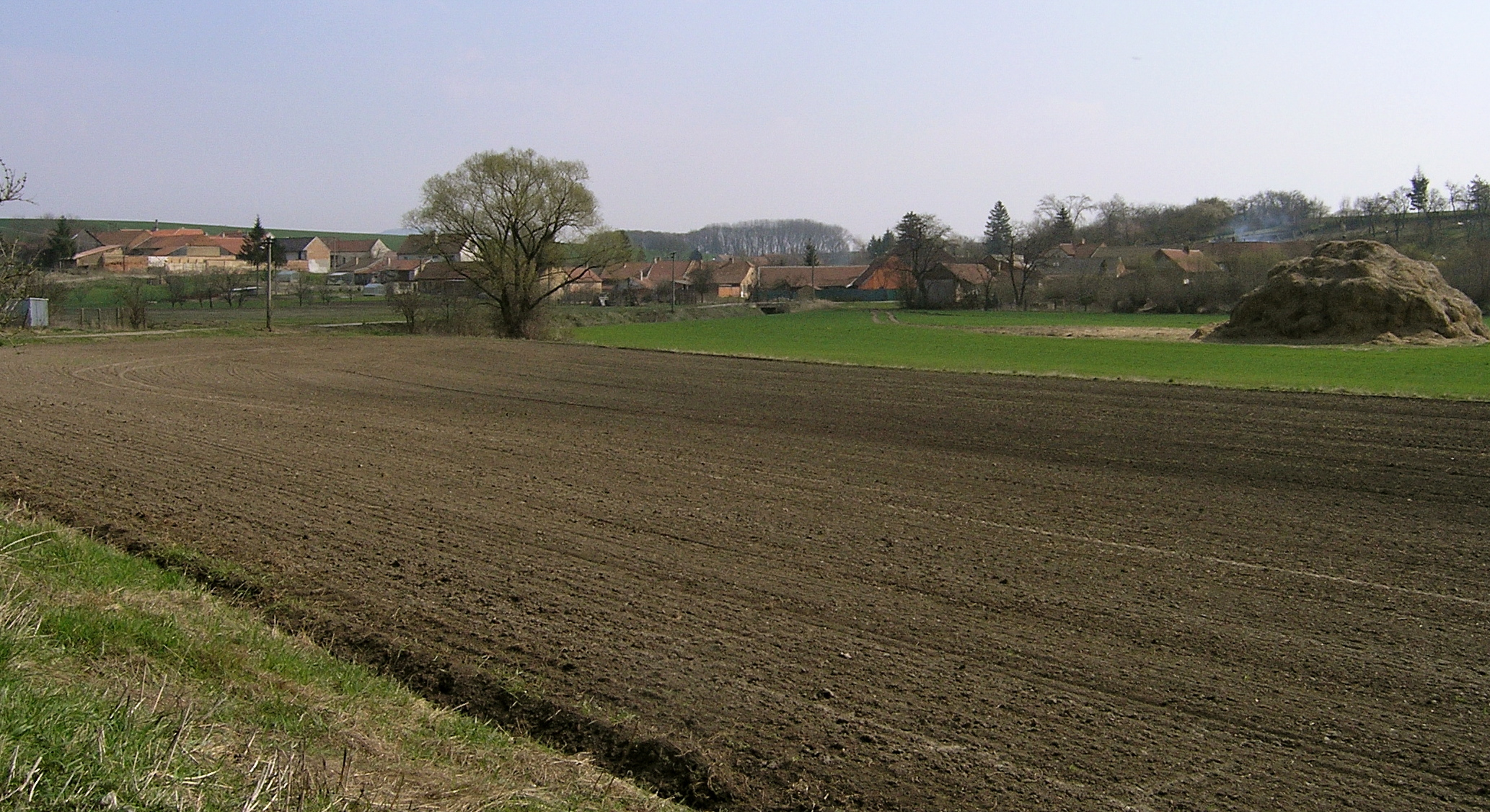
Zaniklá retenční nádrž

Profil krajiny kolem Kojátek je typický erozně denudačním reliéfem s erozními plošinami, široce zaoblenými rozvodnými hřbety a rozevřenými úvalovitými a neckovitými údolími. Místo umožňuje snadné obdělávání půdy, takže bylo obhospodařováno od pravěku. Pozemky v katastru se rozkládají na severních svazích řeky Litavy a jejich pravostranných přítoků vinoucích se v zvlněném terénu. Úrodnost a produkční možnosti půdy jsou dány geologickým charakterem podloží z flyšových karbonátových pískovců ždánické jednotky, překrytých úrodnou sprašovou vrstvou. Odlesnění působí silnou závislost úrody na vodních srážkách, které se v průběhu staletí značně lišily.
Nelesní společenstva jsou zastoupena širokolistými teplomilnými trávníky, které jsou druhově pestré s výskytem řady dnes ohrožených druhů. Z dostupných dat je zřejmé, že celkově vyšší intenzita dešťů od konce 17. století (malá doba ledová) až asi do konce 19. století vytvářela pro zdejší obce dobré podmínky pro rozvoj zemědělství. Stabilizoval se i biotop krajiny, který navazuje na chráněný krajinný útvar Černecký a Milonický hájek. Na západním svažitém okraji obce byly retenční nádrže, které však v sušším období, zhruba od konce 19. století až dodnes, zanikly. Vodní mlýn, který zde stával, byl zbořen v roce 1912.
Oblast Kojátek se v novověku stala zásobovacím zázemím větších okolních měst Bučovic, Vyškova, Slavkova a Koryčan, kde se od konce 17. století intenzivnějí rozvíjel průmysl, řemesla a obchod. Zároveň ale také byla oblastí často zasaženou nájezdy a drancováním při různých vojenských taženích Moravským úvalem či jeho jižní částí Moravskou bránou na jih do oblasti Panonie. Byla zde také krátká nepříznivá období, která vedla k neúrodě a hladomoru, například v letech 1771–1772.

## Správa

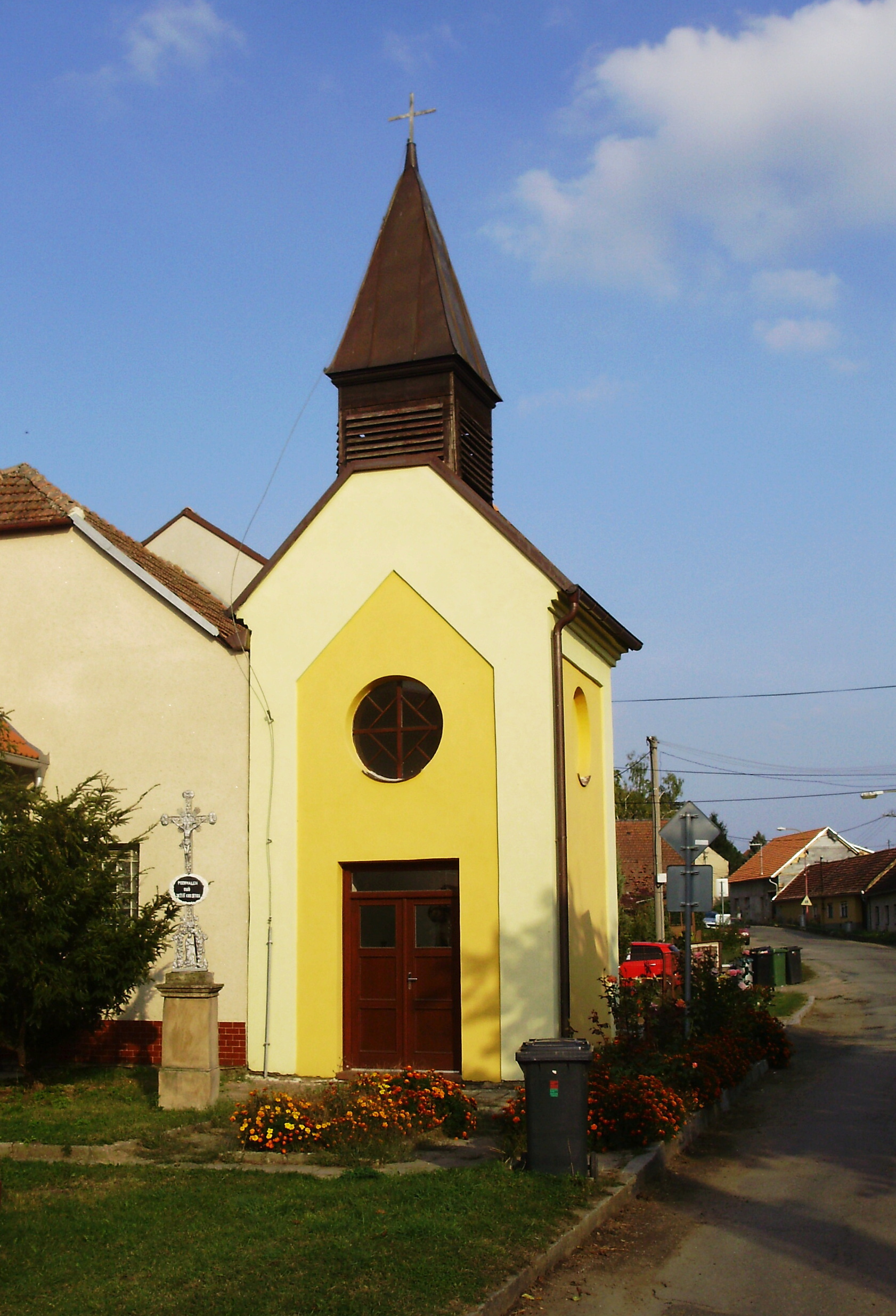
Kaplička na návsi

Obec je součástí Jihomoravského kraje a okresu Vyškov. Ve znaku, doloženém již roku 1749 (Tereziánský katastr), je symbol radlice a srpu s nápisem SIGILIUM AVF KOJATKA. Ke konci 19. století obec spravovala obecní devítičlenná rada, v čele byl starosta. V letech 1873–1903 byl starostou František Ženatý, do roku 1909 Jan Ševčík, 1909–1912 Josef Novák, do 1923 František Vlaha, do 1927 Vilém Tesař a posléze až do 1931 František Pukl.
V místních volbách se volí 7 členů obecního zastupitelstva, kteří poté ze svých řad vybírají starostu a místostarostu. Současné zastupitelstvo a zvolený starosta ve volbách 2018 jsou uvedeni na oficiální stránce obce Kojátky.

## Demografie
Kojátky jsou zemědělskou obcí, jež měla v roce 1930 asi 470 obyvatel převážně české národnosti. O třicet let později v roce 1960 vzrostl počet obyvatel na 531 osob (i se Šardičkami), 258 mužů a 273 žen. V obci k počátku roku 2016 žilo celkem 308 obyvatel. Z nich bylo 163 mužů a 145 žen. Průměrný věk obyvatel obce dosahoval 41,4 let. Dle Sčítání lidu, domů a bytů, provedeného v roce 2011, žilo v obci 327 lidí. Nejvíce z nich bylo (16,2 %) obyvatel ve věku od 0 do 14 let. Děti do 14 let věku tvořily 16,2 % obyvatel a senioři nad 70 let úhrnem 5,8 %. Z celkem 274 občanů obce starších 15 let mělo vzdělání 42,7 % střední vč. vyučení (bez maturity). Počet vysokoškoláků dosahoval 4 % a bez vzdělání bylo naopak 0,4% obyvatel. Z cenzu dále vyplývá, že ve městě žilo 149 ekonomicky aktivních občanů. Celkem 87,9 % z nich se řadilo mezi zaměstnané, z nichž 64,4 % patřilo mezi zaměstnance, 3,4 % k zaměstnavatelům a zbytek pracoval na vlastní účet. Oproti tomu celých 51,1 % občanů nebylo ekonomicky aktivní (to jsou například nepracující důchodci či žáci, studenti nebo učni) a zbytek svou ekonomickou aktivitu uvést nechtěl. Úhrnem 150 obyvatel obce (což je 45,9 %), se hlásilo k české národnosti. Dále 58 obyvatel bylo Moravanů a 5 Slováků. Celých 95 obyvatel obce však svou národnost neuvedlo.
Vývoj počtu obyvatel za celou obec i za jeho jednotlivé části uvádí tabulka níže, ve které se zobrazuje i příslušnost jednotlivých částí k obci či následné odtržení.
| Místní části (rok přičlenění k obci) | Místní části (rok přičlenění k obci) | 1869 | 1880 | 1890 | 1900 | 1910 | 1921 | 1930 | 1950 | 1961 | 1970 | 1980 | 1991 | 2001 | 2011 |
| ------------------------------------ | ------------------------------------ | ---- | ---- | ---- | ---- | ---- | ---- | ---- | ---- | ---- | ---- | ---- | ---- | ---- | ---- |
| Počet obyvatel                       | část Kojátky                         | 291  | 335  | 341  | 372  | 410  | 457  | 470  | 372  | 374  | 419  | 301  | 331  | 257  | 244  |
| Počet obyvatel                       | část Šardičky (1948)                 | 188  | 193  | 212  | 197  | 212  | 203  | 191  | 154  | 157  | -    | 80   | -    | 92   | 83   |
| Počet obyvatel                       | celá obec                            | 479  | 528  | 553  | 569  | 622  | 660  | 661  | 526  | 531  | 419  | 381  | 331  | 349  | 327  |
| Počet domů                           | část Kojátky                         | 60   | 61   | 62   | 66   | 78   | 75   | 95   | 99   | 135  | 127  | 84   | 136  | 102  | 109  |
| Počet domů                           | část Šardičky (1948)                 | 30   | 30   | 30   | 32   | 36   | 35   | 48   | 45   | -    | -    | 31   | -    | 41   | 39   |
| Počet domů                           | celá obec                            | 90   | 91   | 92   | 98   | 114  | 110  | 143  | 144  | 135  | 127  | 115  | 136  | 143  | 148  |

## Náboženství
Obec Kojátky přísluší k římskokatolické farnosti Bučovice náležící do slavkovského děkanství. Farním kostelem je bučovický kostel Nanebevzetí Panny Marie. Matriky narozených, oddaných a zemřelých jsou archivovány od roku 1735. Součástí obce Kojátky také jsou od roku 1942 dřívější Šardičky, které od roku 1685 až do ~1777 patřily pod farnost Milonice. Při censu prováděném v roce 2011 se 51 obyvatel obce (16 %) označilo za věřící. Z tohoto počtu se 40 hlásilo k církvi či náboženské obci, a sice 29 obyvatel k římskokatolické církvi (9% ze všech obyvatel obce) a 1 k Církvi československé husitské. Úhrnem 144 obyvatel se označilo bez náboženské víry a 132 lidí odmítlo na otázku své náboženské víry odpovědět.

## Doprava, průmysl a zemědělství

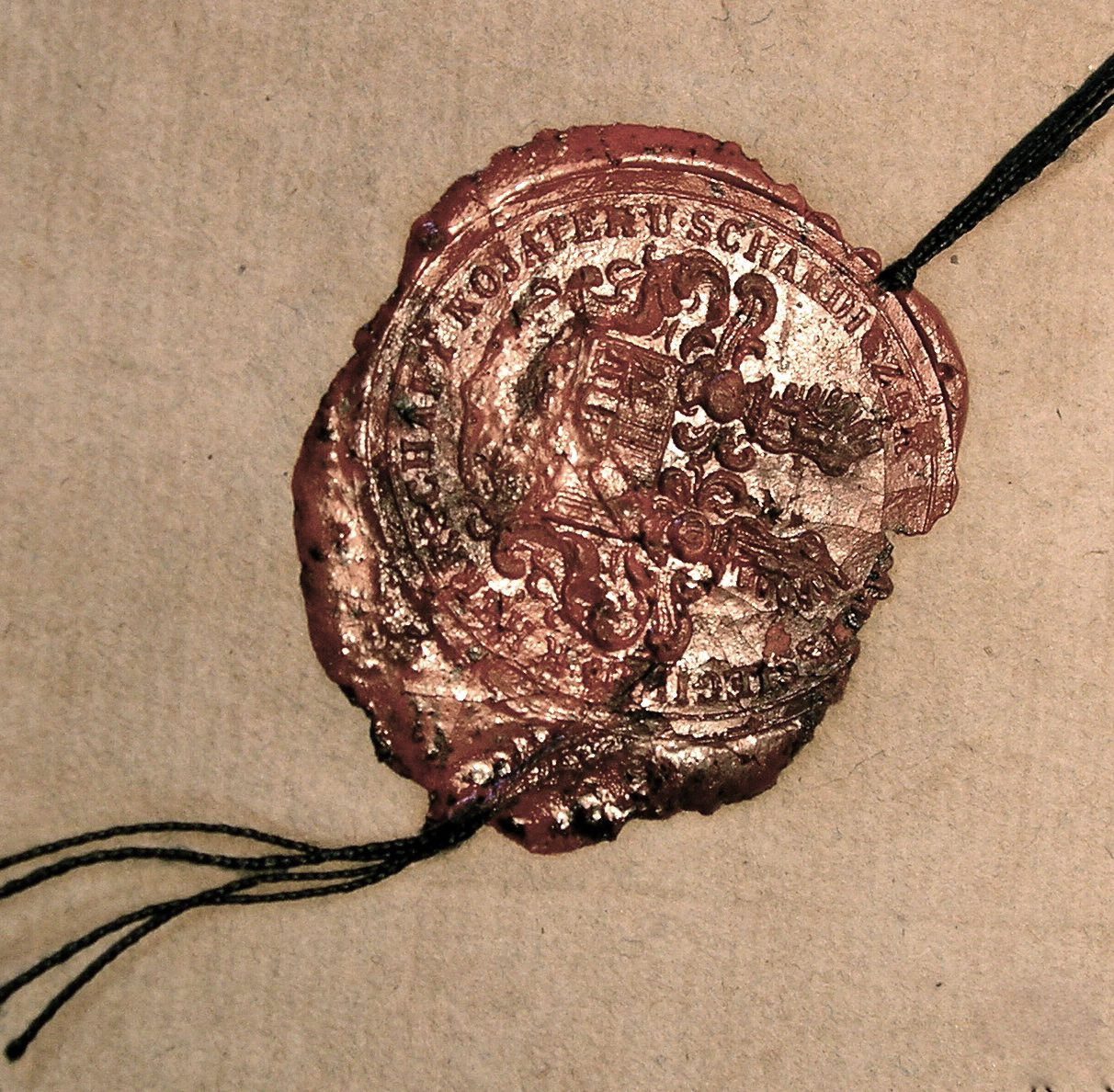
Pečeť hospodářské správy statku Kojátky z r.1836

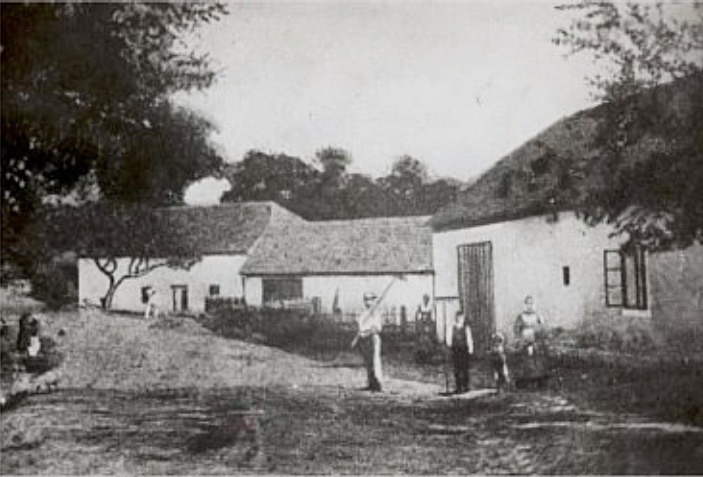
Hostinec U tří zajíců na samotě u Kojátek, stav k roku 1890; nájemce mlýna a hospody Karel Švestka 1897

V Kojátkách byl od roku 1556 až do 1880 prosperující pivovar, palírna a chmelnice, dva mlýny, jeden vodní a jeden větrný (funkční až do 1926) a kolem roku 1750 zde byla i fungující koželužna. Hostinec „U tří zajíců“ a s ním spojený vodní mlýn, které se nacházely poblíž soutoku Kojáteckého a Kozlanského potoka. K hostinci U tří zajíců náležely zahrada, stodola, chlív a sklep (stav k roku 1875). Vodní mlýn byl zbourán v roce 1912 (klimatické podmínky koncem 19. století zhoršily kapacitu vodních zdrojů). V 19. století až do první pozemkové reformy 1921 bylo panství součástí velkostatku Bohdalice ve vlastnictví rodu Mannerů. V Kojátkách pak působila jen hospodářská správa pro přilehlé statky.
V období asi od roku 1870 až do začátku první světové války se obci hospodářsky relativně dařilo. Pivovar ukončil práci v roce 1880. Na druhé straně zemědělské produkty nacházely odbyt zejména v blízkých Bučovicích. Pro obec byla významná výstavba a provoz železnice (1887) z Brna k Vlárskému průsmyku, budovaly se kvalitnější silnice. Působil zde i Spořitelní a záloženský spolek a Dobrovolná hasičská jednota. První světová válka a zejména její závěrečné období přineslo obyvatelům hlad a vyčerpání veškerých zásob. Další rozvoj obce se zmrazil na příštích zhruba deset let. V roce 2015 byla zbudována centrální kanalizace a modernizována místní komunikace.
Dopravní obslužnost je v současnosti zajištěna silnicí 2. třídy II/431 (Vyškov – Bohdalice – Bučovice – Ždánice) s odbočkou na Kojátky silnicí 3. třídy III/4317. Po východní hranici katastrálního území prochází silnice 2. třídy II/429 (Bohdalice – Nesovice – Koryčany – Osvětimany). V obci jsou vybudovány čtyři autobusové zastávky Kojátky – rozc.3.0 (z), Kojátky – Kaštanov, Kojátky – dědina a Kojátky – Šardičky. Autobusovou dopravu zajišťuje linkový spoj Integrovaného dopravního systému Jihomoravského kraje s č. 644 (Bučovice – Kojátky) a č. 156 (Bučovice – Vyškov).

## Pamětihodnosti
- Socha svatého Jana Nepomuckého v části obce Kaštanov, kamenná barokní skulptura z 18. století.
- Kaplička na návsi
- Pomník padlým za obecním úřadem
- Zámek Kojátky – původně tvrz ze 16. století, v roce 1834 jednopatrová přestavba s kaplí a s obrazem P. Marie Čenstochovské (obraz je uložen v Muzeu Bučovice).

## Galerie

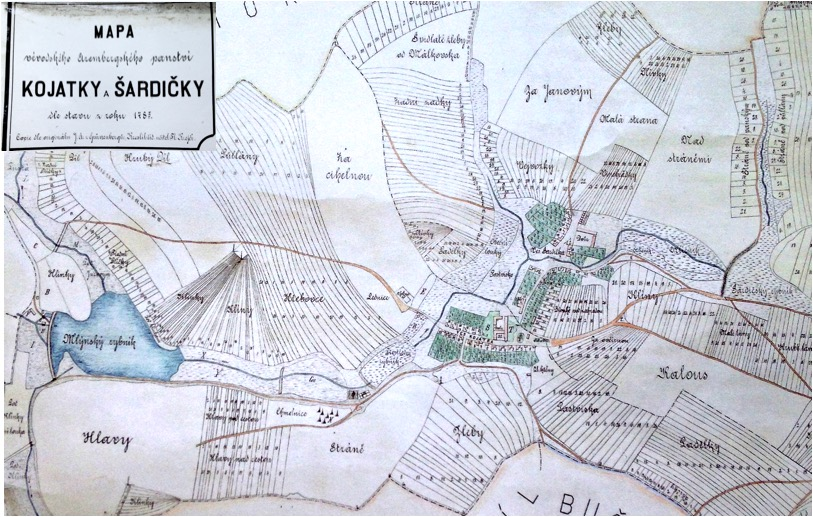
Kojátky-Šardičky, mapa z roku 1785
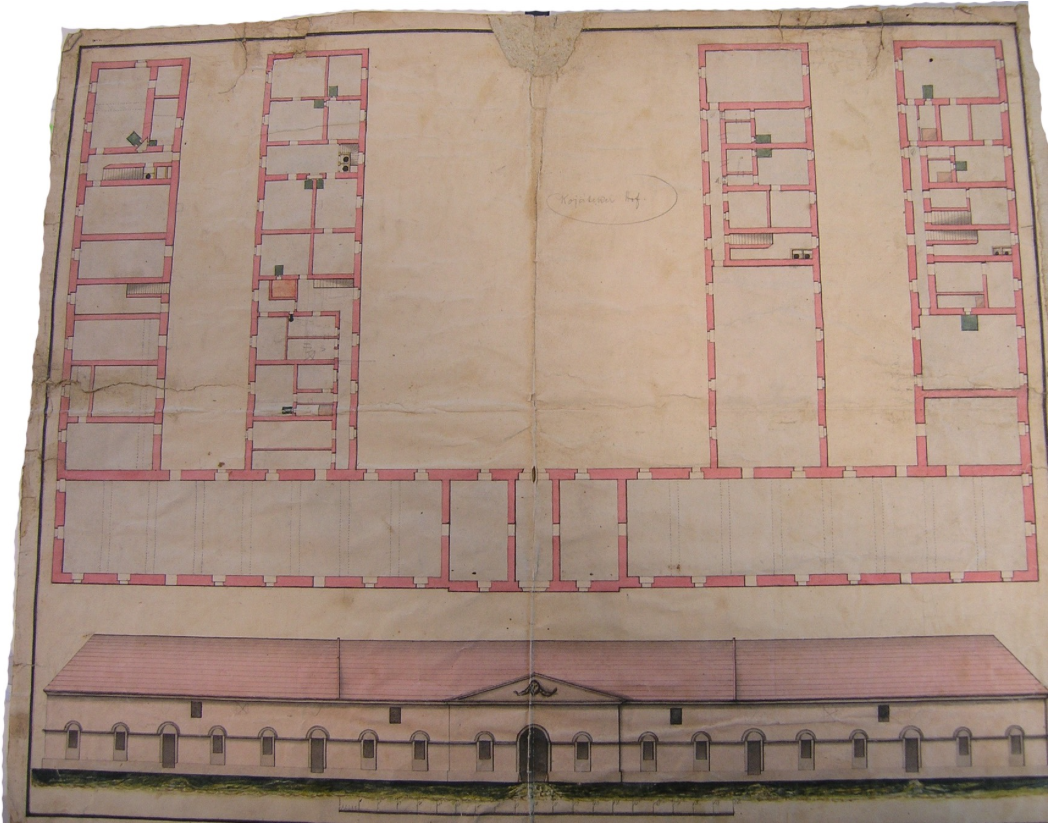
Plán výstavby statku Kojátky 1860
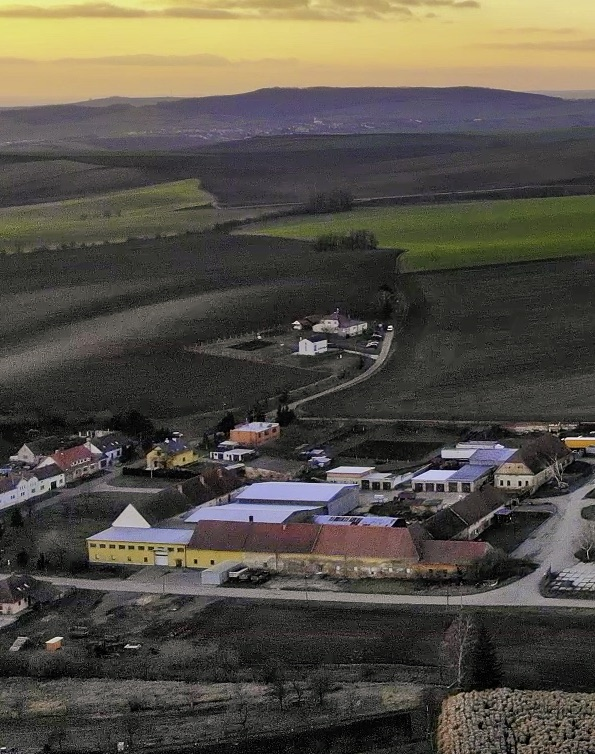
Původní budova statku vystavěného podle plánu rytmistra Jan z Mannerů z roku 1860; současný stav 2019
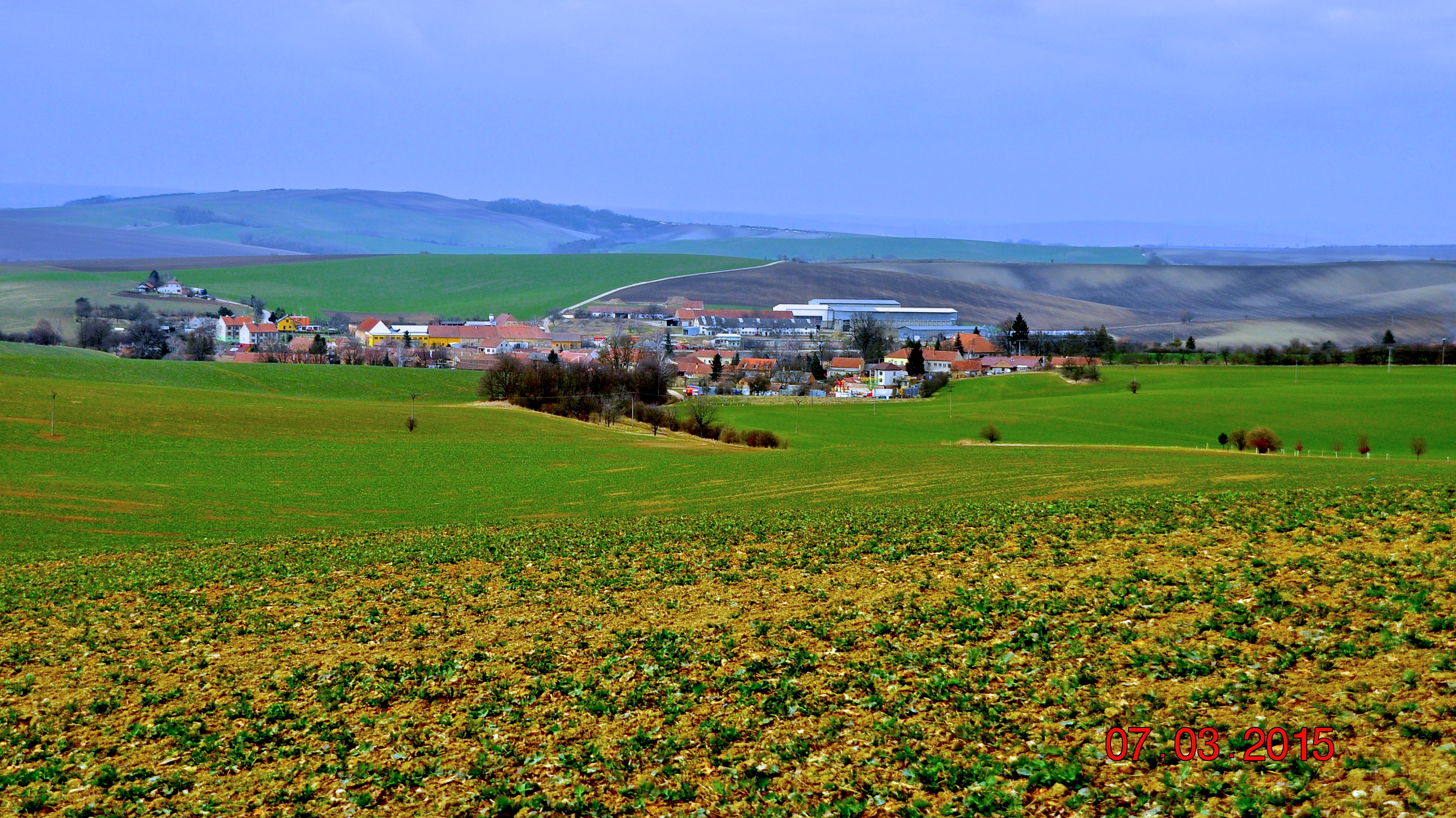
Kojátky pohled od jihu
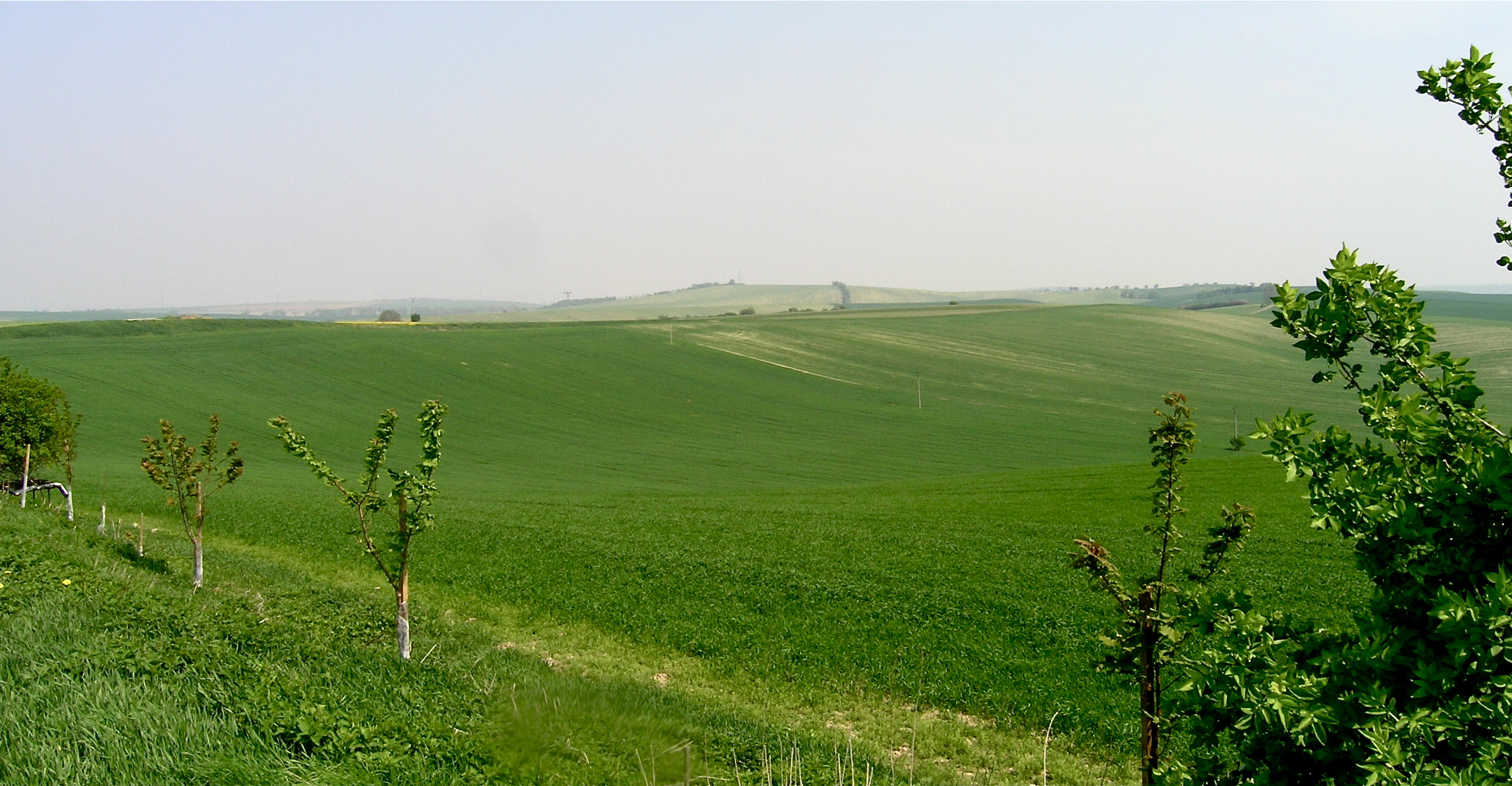
Severní pohled od Kojátek; v pozadí vlevo Bohaté Málkovice, ve středu vrch Reblovna
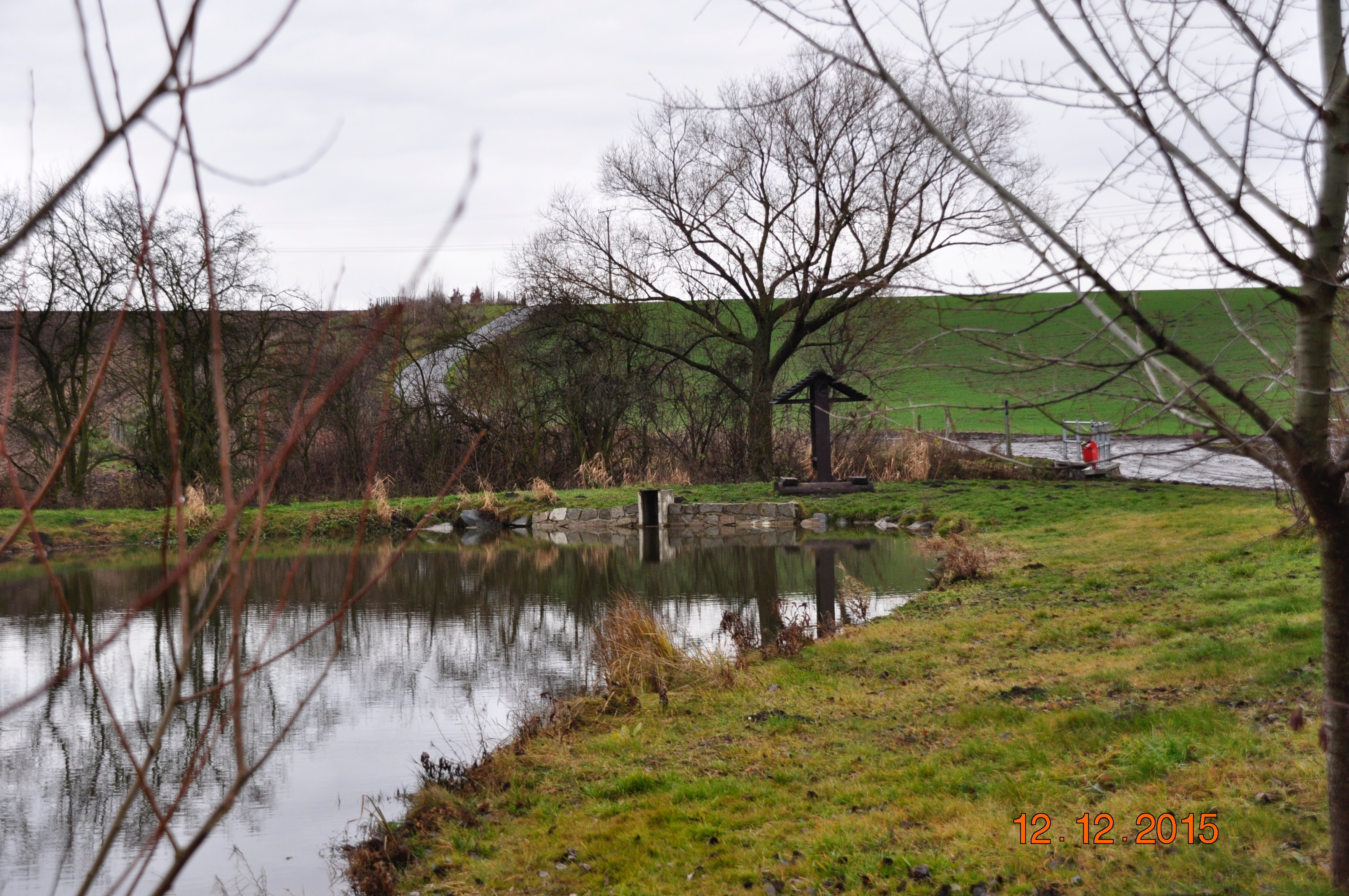
Revitalizovaný mokřad, východní okraj obce Kojátky; pohled směrem k jihu
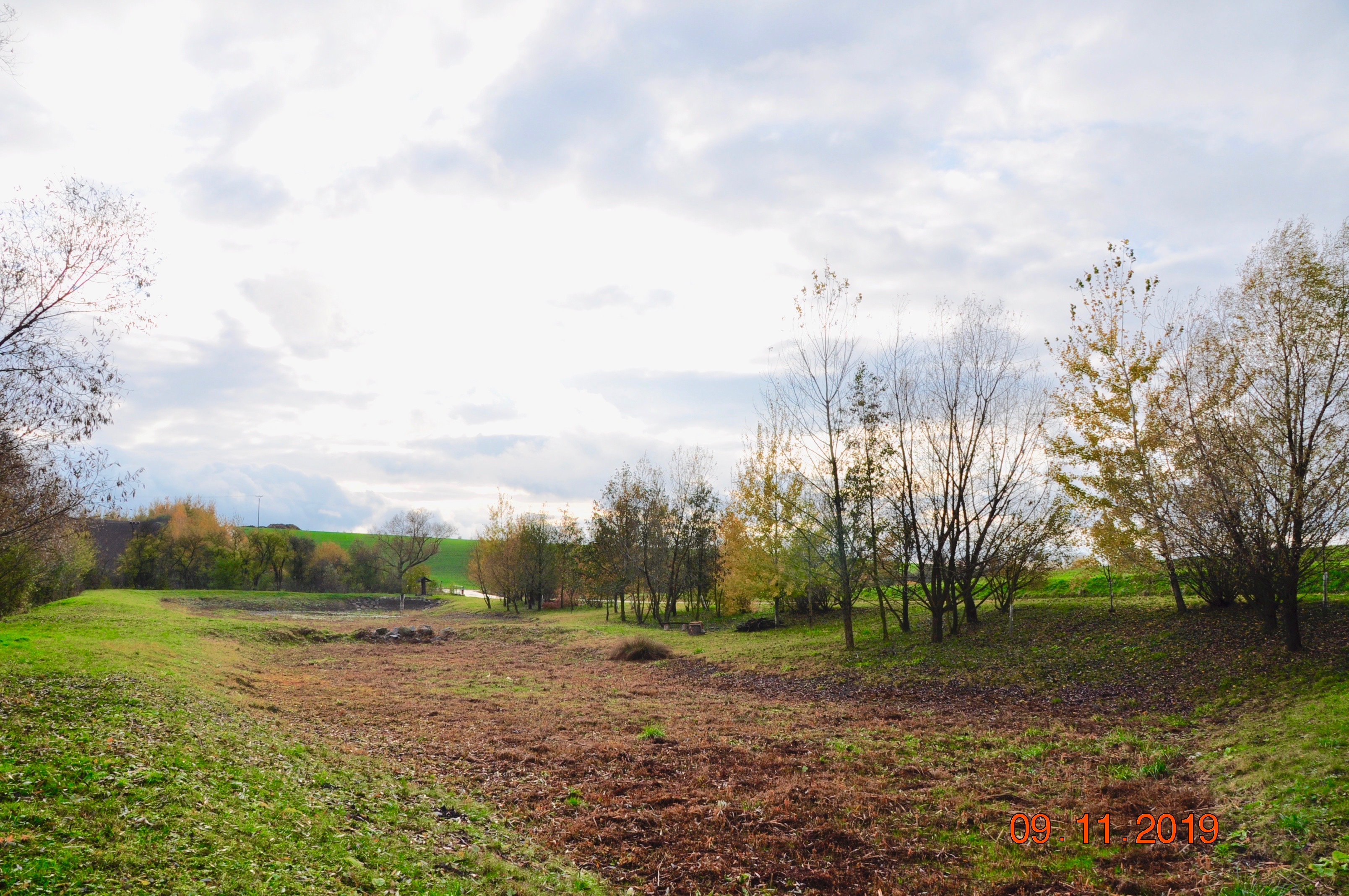
Mokřad po suchém období v 2018 – opět zavodněn 2021
Kojátky – mokřad březen 2023
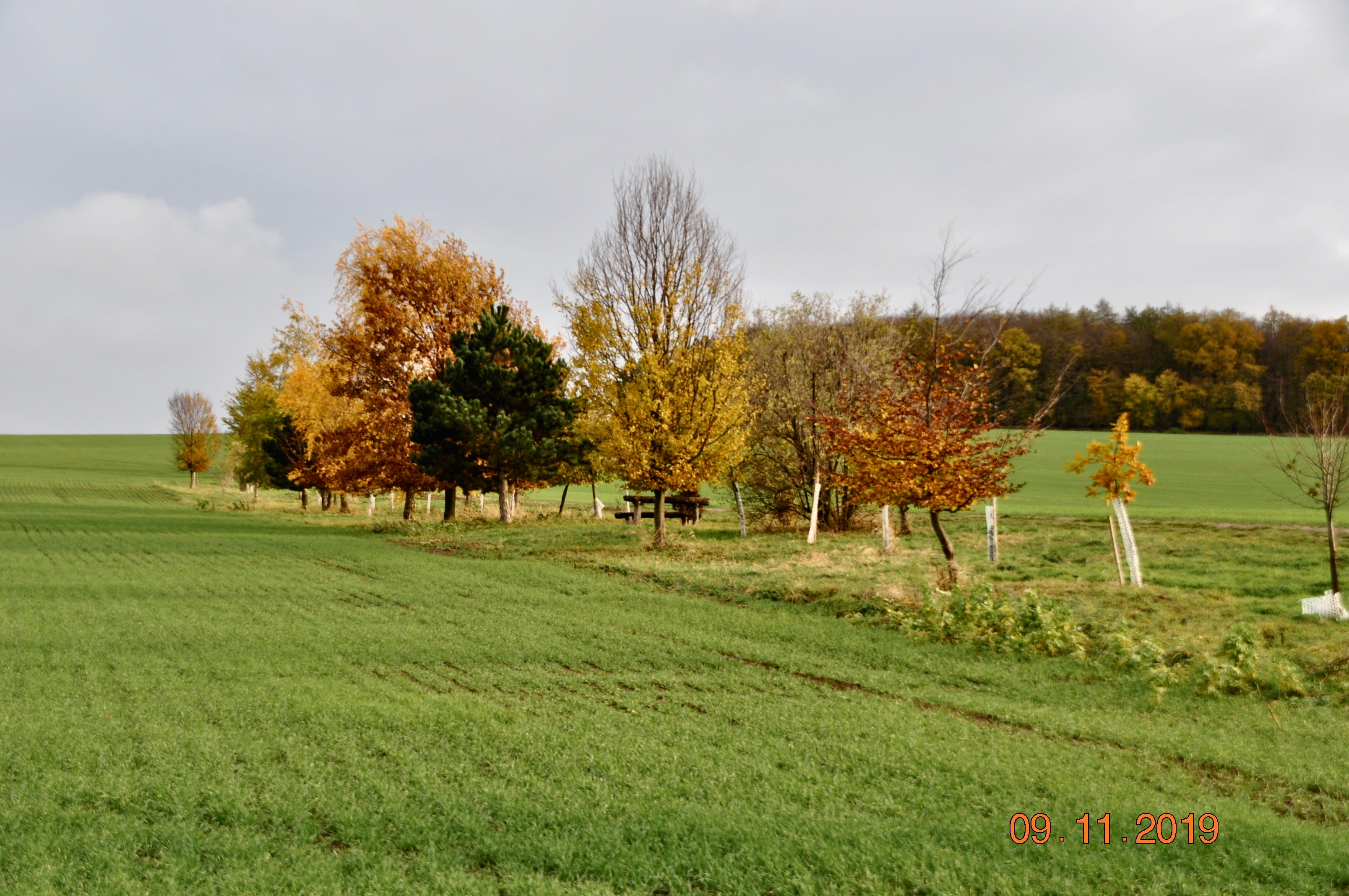
Podzimní barvy
Panoráma zimní krajiny